# Marius van der Veen
Marius Jan Elisa van der Veen (Utrecht, 22 april 1917 - Woeste Hoeve, 8 maart 1945) was een Nederlandse verzetsstrijder tijdens de Tweede Wereldoorlog.

## Levensloop
Van der Veen werkte in mei 1940 op het secretarie van de gemeente Dalfsen. Hij stond in contact met de lokale LO-afdeling. Hij zorgde voor blanco persoonsbewijzen die vervolgens met een valse naam verstrekt werden aan onderduikers. Ook zorgde hij ervoor dat een deel van het bevolkingsregister van de gemeente verdween. Hij zou dit hebben meegenomen naar zijn ouderlijk huis aan de Maliebaan 96 in Utrecht, waar hij het wilde begraven onder het kippenhok. De verdwijning van het bevolkingsregister was belangrijk omdat de Duitse bezetter het register kon gebruiken om na te gaan of iemand daadwerkelijk in de gemeente woonde of dat de gegevens op zijn of haar persoonsbewijs vals waren.
Op 22 november 1944 werd in Dalfsen een Joods meisje opgepakt met een persoonsbewijs dat door Van der Veen ondertekend was. Terwijl hij aan het werk was werd hij door de Sicherheitsdienst opgepakt en overgebracht naar het strafkamp Erika bij Ommen. Tijdens de dagenlange ondervraging die daarop volgde werd hij zwaar gemarteld. Zo werd hij geboeid ondergedompeld in water en vonden er schijnexecuties plaats. Eind februari 1945 werd Van der Veen overgebracht naar het Huis van bewaring in Zwolle. 
Een aantal verzetsmensen namen in de nacht van 6 op 7 maart 1945 nabij Woeste Hoeve een Duitse auto onder vuur waar Hanns Albin Rauter, het Duitse hoofd van de politie in Nederland, in bleek te zitten. Rauter raakte daarbij zwaargewond, maar overleefde het incident. Als wraakmaatregel werden de dag daarna 117 verzetsmensen, waaronder Van der Veen, geëxecuteerd. In Dalfsen werd de Willem de Zwijgerstraat waar Van der Veen woonde omgedoopt naar Van der Veenstraat.